# Too Much Love Will Kill You
Too Much Love Will Kill You ist ein Lied, das von dem britischen Gitarristen Brian May von Queen, Frank Musker und Elizabeth Lamers geschrieben wurde. Es sollte ursprünglich auf dem Album The Miracle von Queen erscheinen, was wegen Rechtsstreitigkeiten aber unterblieb. Das Lied wurde 1992 beim Freddie Mercury Tribute Concert erstmals öffentlich aufgeführt und erschien im selben Jahr auf Mays Soloalbum Back to the Light.

## Hintergrund und Veröffentlichung
Der Song reflektiert das Scheitern von Mays erster Ehe und die beginnende Beziehung mit seiner zukünftigen Frau Anita Dobson. Es wurde von Queen um 1988 oder früher aufgenommen und sollte 1989 auf dem Album The Miracle erscheinen, wurde aber aufgrund von Rechtsstreitigkeiten nicht aufgenommen, nachdem die Band beschlossen hatte, dass alle Songs auf dem Album von der Gruppe und nicht von einzelnen Musikern geschrieben werden sollten.
Nach Freddie Mercurys Tod im Jahr 1991 arrangierte May eine Soloversion, die er 1992 beim Freddie Mercury Tribute Concert aufführte und die er im selben Jahr auf seinem Soloalbum Back to the Light veröffentlichte.

## Kommerzieller Erfolg

### Chartplatzierungen
Als Single veröffentlicht, erreichte der Song Platz fünf der britischen Single-Charts, Platz zwei in Belgien und Platz eins in den Niederlanden. Da der Song zum ersten Mal auf dem Freddie Mercury Tribute Concert öffentlich gespielt wurde, ist es ein verbreitete falsche Annahme, dass er als Hommage an Freddie Mercury geschrieben wurde, obwohl er in Wirklichkeit schon einige Jahre vor seinem Tod geschrieben wurde und Mercury bei der Queen-Version die Leadstimme gesungen hatte.
| ChartsChartplatzierungen     | Höchstplatzierung | Wochen |
| ---------------------------- | ----------------- | ------ |
| Deutschland (GfK)            | 30 (14 Wo.)       | 14     |
| Österreich (Ö3)              | 20 (8 Wo.)        | 8      |
| Schweiz (IFPI)               | 26 (9 Wo.)        | 9      |
| Vereinigtes Königreich (OCC) | 5 (9 Wo.)         | 9      |

### Auszeichnungen für Musikverkäufe
| Land/Region                  | Auszeichnungen für Musikverkäufe (Land/Region, Auszeichnung, Verkäufe) | Verkäufe |
| ---------------------------- | ---------------------------------------------------------------------- | -------- |
| Niederlande (NVPI)           | Gold                                                                   | 50.000   |
| Vereinigtes Königreich (BPI) | Silber                                                                 | 200.000  |
| Insgesamt                    | 1× Silber · 1× Gold ·                                                  | 250.000  |

## Queen Version
Die verbliebenen Mitglieder von Queen veröffentlichten die Originalaufnahme von Too Much Love Will Kill You mit Mercurys Gesang auf im Jahr 1995 auf dem Album Made in Heaven. Die Version von Queen erreichte Platz 15 der britischen Singles-Charts und Platz 19 der kanadischen RPM 100 Hit Tracks-Charts, während sie in den US Billboard Hot 100 nicht in die Charts einstieg und auf Platz 18 der Bubbling Under Hot 100-Charts landete.
Obwohl sie nicht an den Chart-Erfolg von Mays Solo-Version heranreichte, gilt die Queen-Version des Liedes seither als die gültigere Version, nachdem sie bei den Novello Awards 1996 als Best Song Musically and Lyrically ausgezeichnet wurde (May sagte später, wenn es einen Song gebe, für den er einen Preis hätte gewinnen wollen, dann sei es dieser). Der Song wurde im Jahr 2022 auf der The Miracle: Long Lost Original Cut LP auf Vinyl als Collectors Edition wiederveröffentlicht. 

### Rezeption
Steve Baltin von Cashbox schrieb: „Eines der letzten Überbleibsel des verstorbenen, großen Freddie Mercury, die erste Single aus dem neuen Made In Heaven-Album der Band ist klassisch Mercury. Nach dem schwachen Anfang, der auch von Styx oder Chicago hätte stammen können, setzt Mercurys grandioser Gesang ein und stellt die lahme Melodie in den Schatten. Mercury wieder zu hören, vor allem in so guter stimmlicher Form, ist ein überraschend berührendes Erlebnis.“

## Musikvideos
Das Video für die Brian-May-Version des Songs wurde von David Mallet gedreht und zeigt May, wie er den Song in die Kamera singt, und ist mit Ausschnitten aus verschiedenen Heimvideos unterlegt. Das Video für die Queen-Version des Songs wurde von DoRo gedreht und ist eine Montage von Clips, die hauptsächlich aus Live-Auftritten und Promo-Videos stammen, und verwendet die Promo Edit-Version des Songs.

## Andere Versionen
Im Jahr 2003 sangen May und Luciano Pavarotti bei einem Benefizkonzert des Tenors in Modena (Italien) gemeinsam Too Much Love Will Kill You.